# عرف (لغة)
المعروف في اللغة يطلق على معان.

## اللفظ المعروف
اللفظ المعروف هو اللفظ المستعمل في اللغتين، العربية والفارسية مثلا، بدون أدنى تغيير مثل مكة والمدينة وأكثر أسماء الأماكن والأودية والأعلام هي من هذا القسم.

## الفعل المعروف
الفعل المعروف، ويقال له المعلوم، هو الفعل الذي عرف فاعله، ويقابله المجهول.

## الحرف المعروف
الحرف المعروف، عند العجم، مقابل المجهول. والواو المجهولة هي التي تلفظ مثل الضمة، وكذلك الياء المجهولة مثل الكسرة.

## الأعرف
الأعرف هو المتداول عرفا أكثر من لفظ آخر. جاء في محكم ابن سيده وَرجل شاهِدٌ، وَكَذَلِكَ الْأُنْثَى، لِأَن أعرف ذَلِك إِنَّمَا هُوَ فِي الْمُذكر، وَالْجمع أشْهادٌ وشُهودٌ. وشَهيدٌ، وَالْجمع شُهَداءُ. اهـ